# Tamboué
Tamboué, également orthographié Timboué, est une commune rurale située dans le département de Toécé de la province du Bazèga dans la région du Centre-Sud au Burkina Faso.

## Géographie
Tamboué est situé à 6 km au sud-ouest de Toécé et à 4 km à l'ouest de la route nationale 5 juste avant la bifurcation de la route nationale 17 à Nioryida.

## Santé et éducation
Tamboué dispose d'un dispensaire médical, mais le centre de soins le plus proche du village est le centre de santé et de promotion sociale (CSPS) de Toécé.